# セバ谷ダム
セバ谷ダム（セバたにダム）は、長野県松本市安曇（旧安曇村）、信濃川水系犀川（梓川）の右支川湯川の支川のセバ川に建設された発電専用ダムである。

## 概要
セバ谷ダムは、東京電力リニューアブルパワーの水力発電所、湯川発電所（ゆがわはつでんしょ）の調整池を形成する、高さ22.7 mの重力式コンクリートダムである。1928年（昭和3年）に着工、小規模であったためか同年に完成したとされている。犀川流域では最初に建設されたハイダムで、かつ犀川本流筋では最上流にあるハイダムでもある。
奈川渡ダムより上高地方面に上り、途中の沢渡集落より山中を歩くとダムに至る。だが山中といっても北アルプスの山中であり、道も険しいためその姿を見た者はほとんどいない。堤体はアーチ状に湾曲した形状をしているが、日本ダム協会が発行するダム便覧では、これをアーチ式コンクリートダムとも、重力式アーチダムとしても見なしていない。このようにアーチ状に湾曲している重力式コンクリートダムはセバ谷ダムのほか石川県の九谷ダム（大聖寺川）等があり、海外では総貯水容量が56億m3を超える巨大ダムでアメリカ・カリフォルニア州にあるシャスタダム（サクラメント川）がある。
元来セバ川は流水の少ない谷川である。ダムに貯められている水は付近を流れる梓川（犀川）や湯川で取水し人工の水路によって導かれた水が大半で、セバ川からの流入はほとんどない。また、国土地理院発行の地図で確認するとダムより下流は水流が無い状態となっていて、セバ川へ流出する水もほとんど無い。
なお、これより下流には奈川渡ダムをはじめ多くのダムが建設されている。

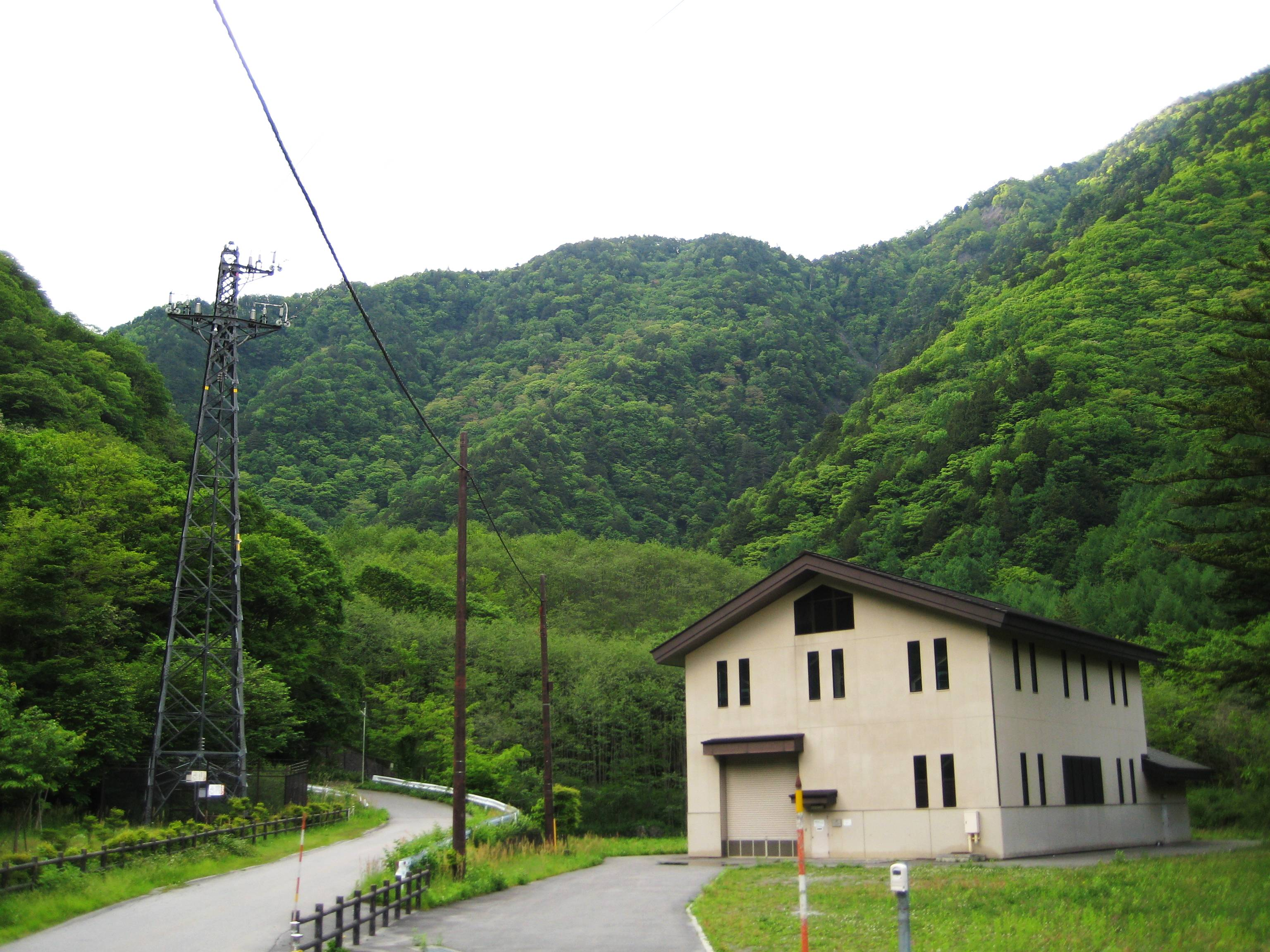
湯川発電所
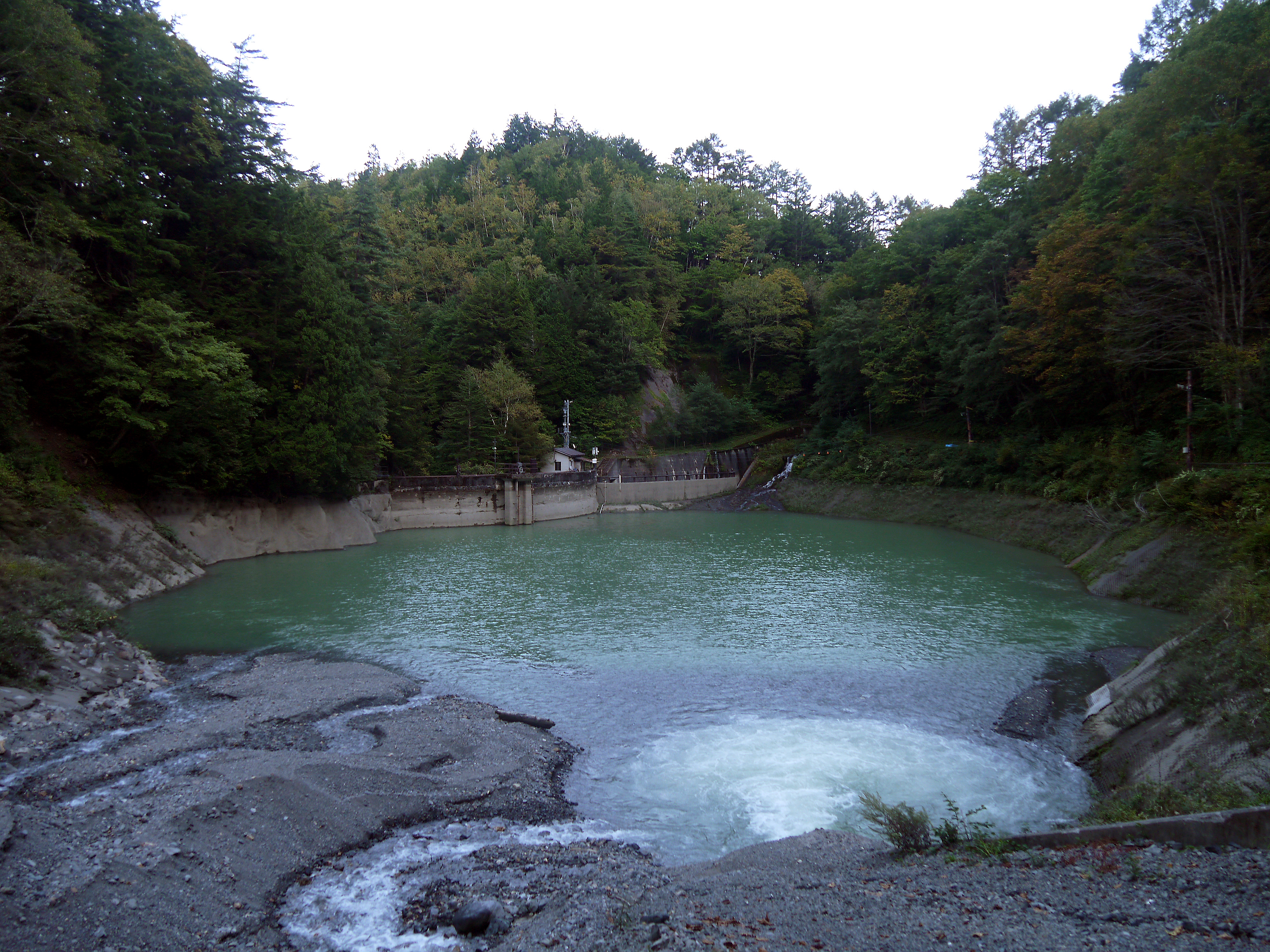
セバ谷本流より調整池を望む。右下には導水路の開口部がある。
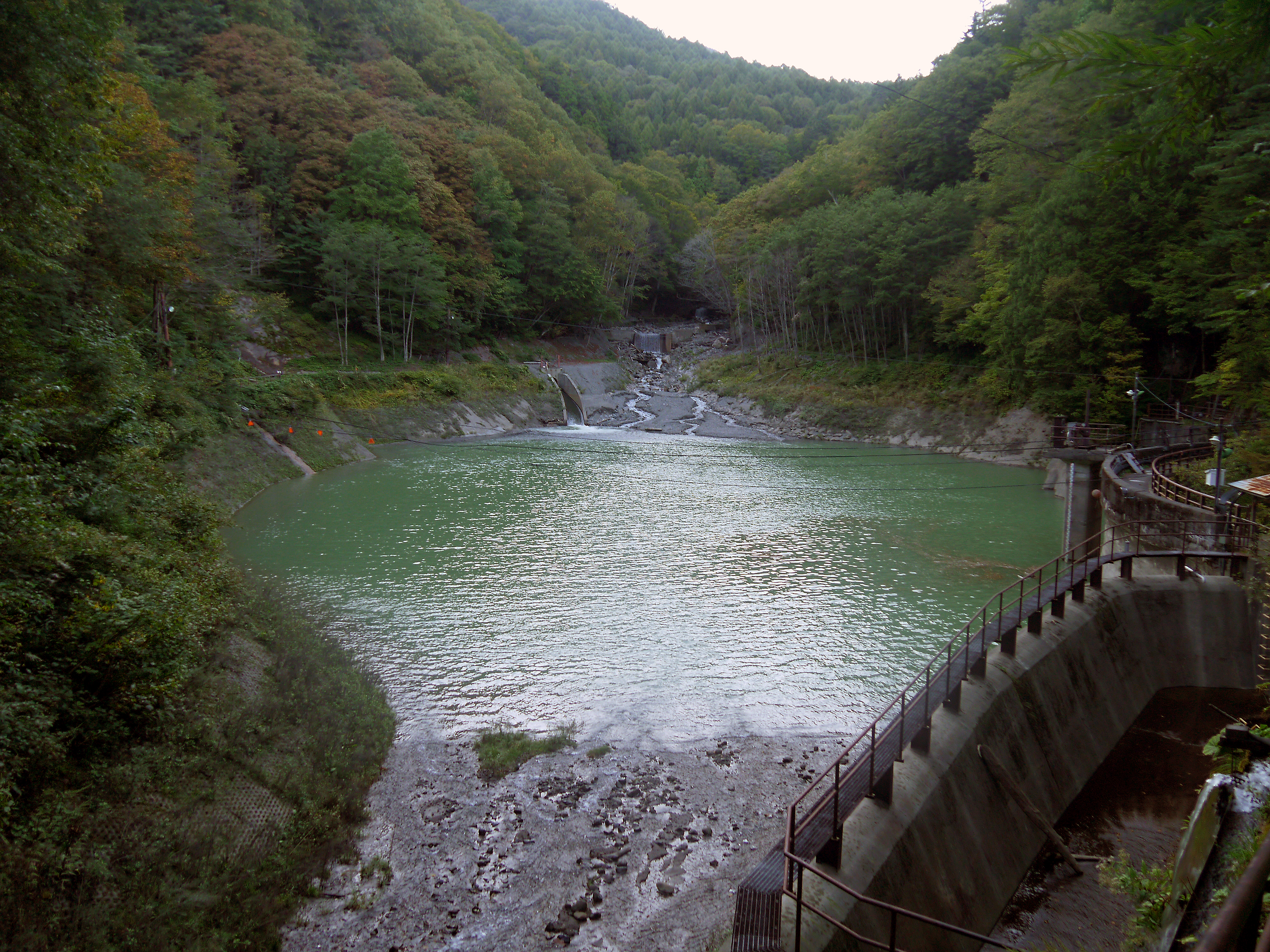
セバ谷ダムよりセバ谷本流を望む。